# 夏目佳子
夏目 佳子（なつめ かこ、4月12日 - ）は、日本の女性声優。新潟県出身。81プロデュースに所属していた。

## 出演

### テレビアニメ
2016年
- プリパラ（観客）
- マギ シンドバッドの冒険（女兵士C）

2017年
- リトルウィッチアカデミア（生徒）

### 劇場アニメ
- KING OF PRISM -PRIDE the HERO-（2017年）

### ゲーム
2015年
- V.D. -Vanishment Day- バニッシュメント・デイ（舞鶴彩羽、七北田かさね）

2016年
- ナイトスリンガー（クリスタル、ピンキー、ミチェル 他）
- Battleship Girl -鋼鉄少女-（インディアナポリス 他）

### ラジオドラマ
- 飛べ！京浜ドラキュラ〜2016〜（みっちゃん）

### イベント
- 81LIVE SALON〜声瞬〜81落語会 produce by 入船亭扇蔵